# Julio Patricio Cárdenas
Julio Patricio Cárdenas (Hermosillo, 1973) es un actor, director teatral, narrador oral, productor y maestro de actuación mexicano. En 2000 obtuvo el Premio al mejor actor en el Concurso Estatal de Teatro Profr. Alberto Estrella.

## Trayectoria
Egresado de la licenciatura en Ciencias de la Comunicación en la Universidad de Sonora. En 1991 ingresó a la Academia de Arte Dramático de la Universidad de Sonora y  participó en varios trabajos académicos como: La historia de Dionisios, La vida fácil de las viejas difíciles y La  fablilla del secreto bien guardado, también realizó montajes para temporadas en el Teatro Emiliana de Zubeldía, y colaboró como encargado de música y efectos especiales en algunas puestas en escena.
Desde 1997 participó como actor en diversas obras como Viernes tercera llamada, La piña y la manzana, Ante un cadáver, Esta vieja no se deja, ¡Hey despierta!, El principito, entre otras.
En 1998 formó, con otros actores, el grupo independiente Saltimbanqui Teatro, una compañía para realizar obras y coordinar actividades. Se han montado algunas entre las que se encuentran: ¿Quién anda ahí?, Amor no es o De tripas, corazón y cuernos,  Diálogos urbanos, A cuarta y quemón, La hija del R15, Los delirios de mi mujer, entre otras.
En 2005 integró el Programa Nacional de Teatro Escolar en el elenco de la obra Arquímedes de Siracusa.
En 2010 fue socio fundador de El Trapecio academia de actuación y foro para presentar obras de teatro en Hermosillo.
Durante la pandemia de COVID 19 participó en el concurso nacional de teatro casero de la UNAM con la obra La princesa y el pirata COVID 19, basada en el cuento “La princesa y el pirata” de Alfredo Gómez Cerda.
También tiene un historial como narrador oral y cuentacuentos.

## Reconocimientos
- Ganador del tercer lugar en el Primer Concurso de Cuenta Cuentos de la Universidad de Sonora (1998)
- Premio al mejor actor en el II Concurso Estatal de Teatro “Profr. Alberto Estrella” (2000)
- Beca al Desarrollo Artístico Individual, del Fondo Estatal para la Cultura y las Artes, con el proyecto “Un actor se prepara” (2001)[10]